# Шумихинское машиностроительное предприятие
Шумихинское машиностроительное предприятие — было основано в сентябре 1941 года на базе эвакуированного из Запорожья «Завода им. Войкова» и стал одним из градообразующих предприятий города Шумиха. После того как ОАО «Шумихинский машиностроительный завод» обанкротился его переименовали в ООО «Шумихинское машиностроительное предприятие», и он вошёл в состав курганского завода «Корвет».
После застойных годов и банкротства, завод снова начал работу. Теперь у завода два основных вида деятельности:
1. Производство трубопроводной и устьевой запорной и обратной арматуры для нефтегазодобывающей промышленности.
2. Производство запорной и регулирующей паросиловой арматуры для предприятий энергетического комплекса.

Бывший «Шумихинский машиностроительный завод», а ныне «Шумихинское машиностроительное предприятие» стало филиалом курганского «Корвета». Содействие с таким крупным предприятием Зауралья пошло на пользу «ШМП».

## История
- 1941 — В году ВОВ в город Шумиха эвакуировали завод из Запорожья «Завода им. Войкова».
- 2005 — Стал филиалом завода «Корвет» (Курган).
- 2006 — Банкротство.[1]
- 2006 — Переименован в ООО «Шумихинское машиностроительное предприятие».